# Yamaha NMAX
Lo Yamaha NMAX è uno scooter prodotto dalla casa motociclistica giapponese Yamaha Motor dal 2015.

## Descrizione
Presentato ufficialmente nel febbraio 2015 presso il Sentul International Circuit nella provincia di Giava Occidentale in Indonesia, la produzione dello scooter avviene in Indonesia, ma viene esportato e venduto anche in altri paesi.
È disponibile con due motorizzazioni da 125 e 155 cm³, entrambe monocilindriche con alimentazione ad iniezione elettronica a 4 tempi con sistema di raffreddamento a liquido.

### Aggiornamenti ed evoluzione
Nel dicembre 2017 la Yamaha ha apportato alcune modifiche all'NMAX 155, dotandolo di un nuovo tachimetro, migliorie al design della sella e l'aggiunta di un serbatoio dell'olio esterno per gli ammortizzatori posteriori. Queste modifiche sono state applicate solo per il mercato indonesiano.
Nel dicembre 2019 lo scooter ha un importante restyling, adottando un nuovo design caratterizzato da nuovi fari a LED anteriori.